# LG KF700
LG KF700은 LG전자가 2008년에 출시한 휴대 전화기이다.